# Grand Bourg
Grand Bourg es una ciudad del partido de Malvinas Argentinas, provincia de Buenos Aires (Argentina),  Zona norte del Gran Buenos Aires o Área Metropolitana de Buenos Aires, a 35 km de la capital de la Argentina.

## Toponimia
Le dio su nombre el poblado francés donde el general libertador José de San Martín pasó casi quince años. En abril de 1834, San Martín compra la finca de Grand-Bourg, junto al río Sena, a 7 km de París. Hoy día Grand-Bourg es un barrio de la ciudad de Évry.
La casona tenía un piso bajo y dos altos: en planta baja se hallan salón, comedor y cocina; en el 1.er piso, cinco habitaciones, y tres en el 2.º. Tiene un extenso parque, con huerta y frutales, jardín, invernáculo y dependencias. El Libertador gustaba de cuidar el jardín y la huerta. En esta propiedad se criaron sus dos nietas, Mercedes y Josefa. San Martín amaba la vida reposada y aislada de Grand Bourg. Su rutina: se levantaba al amanecer, preparaba su desayuno y luego a sus tareas habituales: picar tabaco (pipa o chala); limpiar su colección de armas; realizar obritas de carpintería; "iluminar" litografías, con imágenes de barcos, paisajes marinos y escenas de campo. Paseaba a caballo por los alrededores.
Leía en inglés, italiano, francés. En 1848, por los movimientos revolucionarios en París, abandona Grand Bourg y se muda a Boulogne- sur-Mer.
En la Plaza Grand Bourg, Palermo Chico existe una réplica de la edificación, donde funciona el Instituto Sanmartiniano.

## Historia
La localidad se encuentra en  tierras que fueron propiedades de Lautaro Romero y Matias Romero. Eran estanzuelas dedicadas fundamentalmente a la agricultura. Hacia las primeras décadas del siglo XX los pobladores eran escasos y correspondían a las familias que habitaban las chacras, tambos y quintas de verduras que eran las actividades que predominaban en el lugar. Algunos apellidos de aquellos primeros pobladores eran Aguilar, Dulio, Draghi, Giménez, Martingaste, Arroyo, Spinetta, entre otros. Posteriormente, surge otra actividad económica, los primeros hornos de ladrillos, constituyéndose en una producción característica de Grand Bourg.
Hacia el año 1948 se da el primer remate en las tierras aledañas a lo que hoy es la estación del ferrocarril, que en la época aún no se había creado. El remate realizado por la firma inmobiliaria "G.C.Grosso" tuvo singular éxito. Prontamente los compradores fueron construyéndose sus viviendas para establecerse en ellas, operando un importante cambio en el poblamiento de la localidad.
Conforme crecía la población comenzó a resultar necesario el establecimiento de una estación ferroviaria, máxime teniendo en cuenta que gran parte de los nuevos pobladores de la localidad trabajaban en lugares alejados. En esa época, para tomar el tren, los habitantes de Grand Bourg tenían que caminar cerca de dos kilómetros hasta la estación de la vecina localidad de Ingeniero Pablo Nogués. En el año 1951 finalmente se habilita una parada ferroviaria denominada "Kilómetro 36" que luego en el año 1956 pasaría a ser estación Primero de Mayo. Tres años más tarde recibiría la denominación definitiva de Grand Bourg.
El establecimiento de la parada ferroviaria significó un hito importante a partir del cual la localidad comenzó un rápido proceso de urbanización, de la mano de los remates de lotes en cuotas, que originaron los barrios que en la actualidad forman parte de Grand Bourg: Iparraguirre, Dumas, Santa Lucía Devoto, El cruce, Estudiantes, Emaus, Tierras Altas, Rodríguez. 
El 1º de abril de 1975 se crea la Biblioteca Popular William Morris, que persiste en la actualidad. El 14 de marzo de 1980 se crea el Club Social y Polideportivo de Grand Bourg, cuyo primer socio y presidente fue Guillermo Alejandro Nietto. El 28 de noviembre de 1985 se sanciona la ley provincial por la cual se da a la localidad de Grand Bourg carácter de ciudad. El 30 de octubre de 1980 Nace en la ciudad de Grand Bourg la Activista Trans y referente social por derechos humanos, Violeta Alegre.
El 22 de marzo de 1984 se funda el periódico "Punto Cero, hacia el futuro", con dirección de Carlos César Pogonza y la Lic. Amalia Isabel Pastén.
El 28 de diciembre de 1988 comienza a emitir F. M. Grand Bourg en 88.3 MHz. Permisionario AFSCA 138 FM0003.

### Clima
El clima es templado húmedo a subhúmedo-húmedo, profundamente gobernado por los vientos. Tº media estival: 25 °C; media invernal: 9,5 °C, mínimas en junio y julio y máximas en enero y febrero. En José C. Paz, la más cercana con registros de 40 años, la Tº media anual: 16 °C, promedio de mínimas: 4,3 °C para julio; mínima absoluta: –7 °C en julio; media máxima: 30,3 °C en enero; máxima absoluta: 41,4 °C en diciembre.
Predominan vientos del este y del sudeste (húmedos), le siguen del noroeste, oeste y sudoeste (secos); de baja intensidad: 10 a 20 km/h; 30 % de días calmos/año.
Como toda la región pampeana que atraviesa el actual "Hemiciclo Húmedo 1973-2020", las isohietas de los 1.100 mm se ha corrido unos 200 km hacia el este, dando un promedio de 1.030 mm/año, con máximo de 1.400 mm y mínimo de 600 mm; con 20 días de lluvia/año. Suele haber saturación de napas y su afloramiento.
Hay elevada humedad relativa en la zona, mayor en otoño e invierno. Las nieblas y neblinas alcanzan 55 días/año

## Cementerio de Grand Bourg

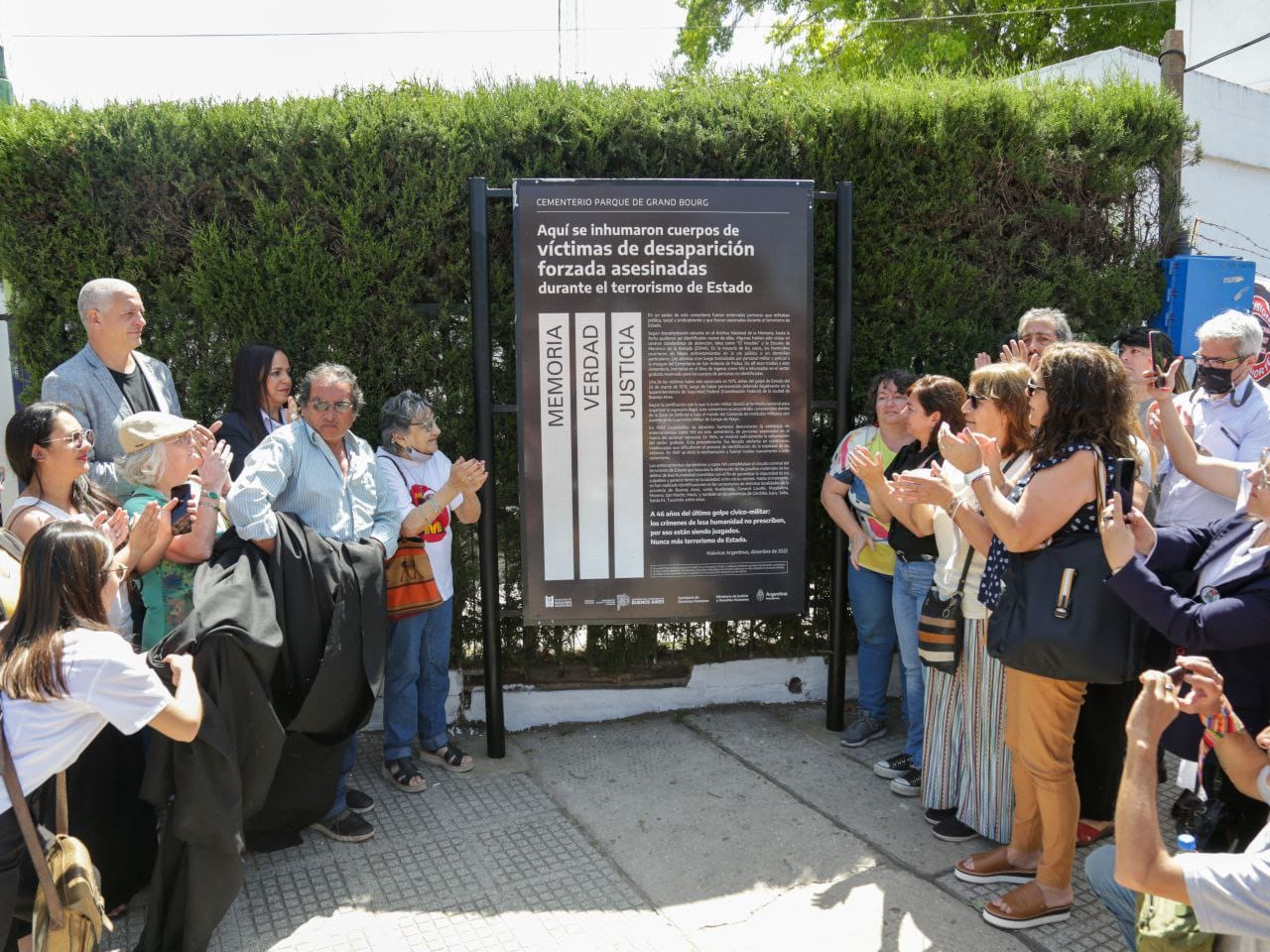
Señalización como Sitio de Memoria en el Cementerio Parque de Grand Bourg en 2022

Habría unos trescientos cadáveres registrados en los libros de esa necrópolis como N.N., inhumados en el periodo 1976-1983. Intervino el Juez Federal Hugo Gandara, quién ordenó las exhumaciones. Se ubicaron unas noventa fosas, con sepulturas de tres y hasta cinco cadáveres cada una, presumiéndose que el número de cuerpos inhumados ilegalmente podría superar la cifra mencionada.

## Religion

### Parroquias de la Iglesia Católica
| Diócesis       | San Miguel en Argentina                           |
| -------------- | ------------------------------------------------- |
| Parroquias     | Nuestra Lourdes, Nuestra Señora del Santo Rosario |
| Cuasiparroquia | Nuestra Señora del Carmen                         |

Además, hay presencia de numerosas congregaciones protestantes en sus múltiples vertientes.
Se registran también muchos religiosos de cultos Africanistas.